# MiniCard
La MiniCard, o Miniature Card, è una scheda di memoria flash lanciata dall'Intel nel 1995 ed in seguito commercializzata anche da AMD, Fujitsu e Sharp. Ha dimensioni 37 × 45 mm e spessore 3,5 mm, e può essere equipaggiata con componenti montati su entrambe le facce del substrato. Il formato MiniCard è concorrente dei formati SmartCard e CompactFlash, anche questi lanciati sul mercato a metà degli anni novanta. Benché le MiniCard siano significativamente più piccole del Tipo I delle schede PC card, le CompactFlash e SmartMedia hanno raccolto un maggiore successo nel mercato dell'elettronica di consumo.